# Molson
Pour les articles homonymes, voir Molson (homonymie).
Molson, fondée en 1786 à Montréal, est la plus vieille brasserie canadienne encore en opération. Elle est aujourd'hui membre de Molson Coors Brewing Company.
Molson Canada emploie environ 3 000 personnes à travers le Canada, incluant des brasseries à Vancouver, Moncton, Creemore (Ontario), Toronto, Montréal et Saint-Jean. Molson gère aussi deux microbrasseries, à la Place GM de Vancouver ainsi qu'au Centre Air Canada de Toronto. Molson a ouvert sa septième brasserie à Moncton (Nouveau Brunswick) le 12 octobre 2007.

## Histoire

### XVIIIeetXIXesiècles

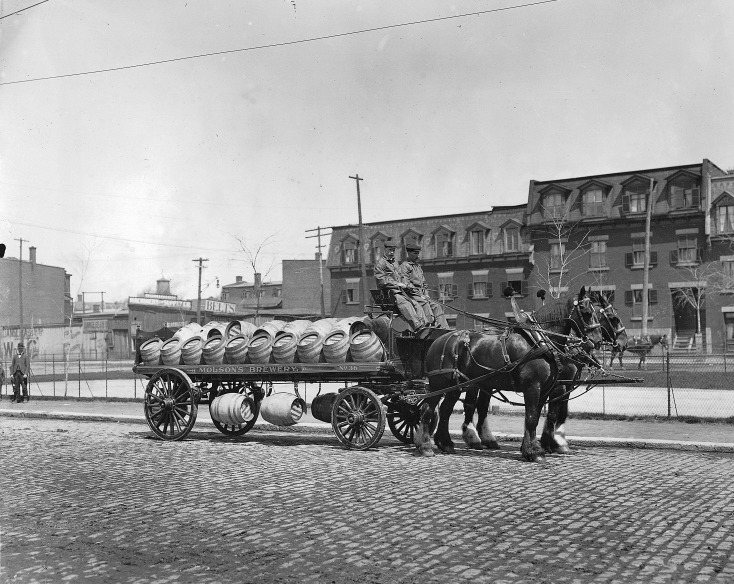
Wm. Notman & Son : Chariot à bière de la brasserie Molson, Montréal, vers 1908.

Fondée par John Molson à Montréal, en 1786, la brasserie Molson est la deuxième plus ancienne entreprise du Canada, après la Compagnie de la Baie d'Hudson. La brasserie de Montréal est d'ailleurs la plus ancienne d'Amérique du Nord dont les opérations s'effectuent toujours sur les lieux de sa fondation. Bien que ses installations aient connu de nombreuses transformations au cours des années, les caves qui servaient autrefois de cellier pour la bière sont toujours intactes sous le bâtiment actuel.
Lorsque John Molson débarque à Montréal en 1782, il remarque le potentiel du marché de la bière dans la colonie britannique. Le prix du vin, du rhum et du porto ne cessent d'augmenter à la suite, notamment, de la demande des nouveaux immigrants anglais et irlandais. Lorsqu'il atteint sa majorité, Molson prend possession de l'héritage de ses parents et acquiert une petite brasserie en bois aux abords du fleuve Saint-Laurent située à l’extérieur, mais tout de même à proximité, des fortifications de Montréal.
John Molson mise sur le perfectionnement de sa bière. Il retourne en Angleterre pour se procurer des semences de qualité qu'il offre ensuite gratuitement à des agriculteurs voisins qui acceptent de les faire pousser pour répondre aux besoins de malt de la brasserie. John Molson livre son premier brassin de bière en 1786, six semaines après ses débuts. La bière coûte alors cinq cents la bouteille et se vend très bien.
Molson diversifie ses investissements. Il ouvre une cour à bois et commence à accorder divers prêts aux commerçants de Montréal. En 1816, l'entreprise familiale prend forme avec l'association de John Molson et de ses trois fils : John, Thomas et William.
Bien que l'activité brassicole soit le commerce le plus durable de la compagnie, d’autres entreprises se sont greffées à la brasserie tout au long de sa très longue histoire. Molson a été la première entreprise à posséder une flotte de bateaux à vapeur, qui servaient tant au transport de ses propres marchandises qu'à celui de passagers entre le Québec et l'Ontario. John Molson et ses fils ont aussi fondé la Banque Molson, qui fusionnera plus tard à la Banque de Montréal.

### XXesiècle

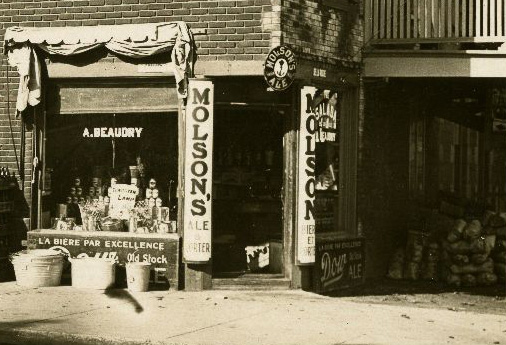
Commerce de Montréal arborant une publicité pour la brasserie Molson à l'entrée (1910)

Au fil du temps, la famille Molson a été active dans plusieurs autres domaines, que ce soit dans la construction du luxueux hôtel Mansion House, de la raffinerie de sucre Molson ou encore avec la création du premier chemin de fer au pays. En 1903, le lancement de la bière Molson Export permet à Molson de se hisser parmi les meilleurs brasseurs au monde.

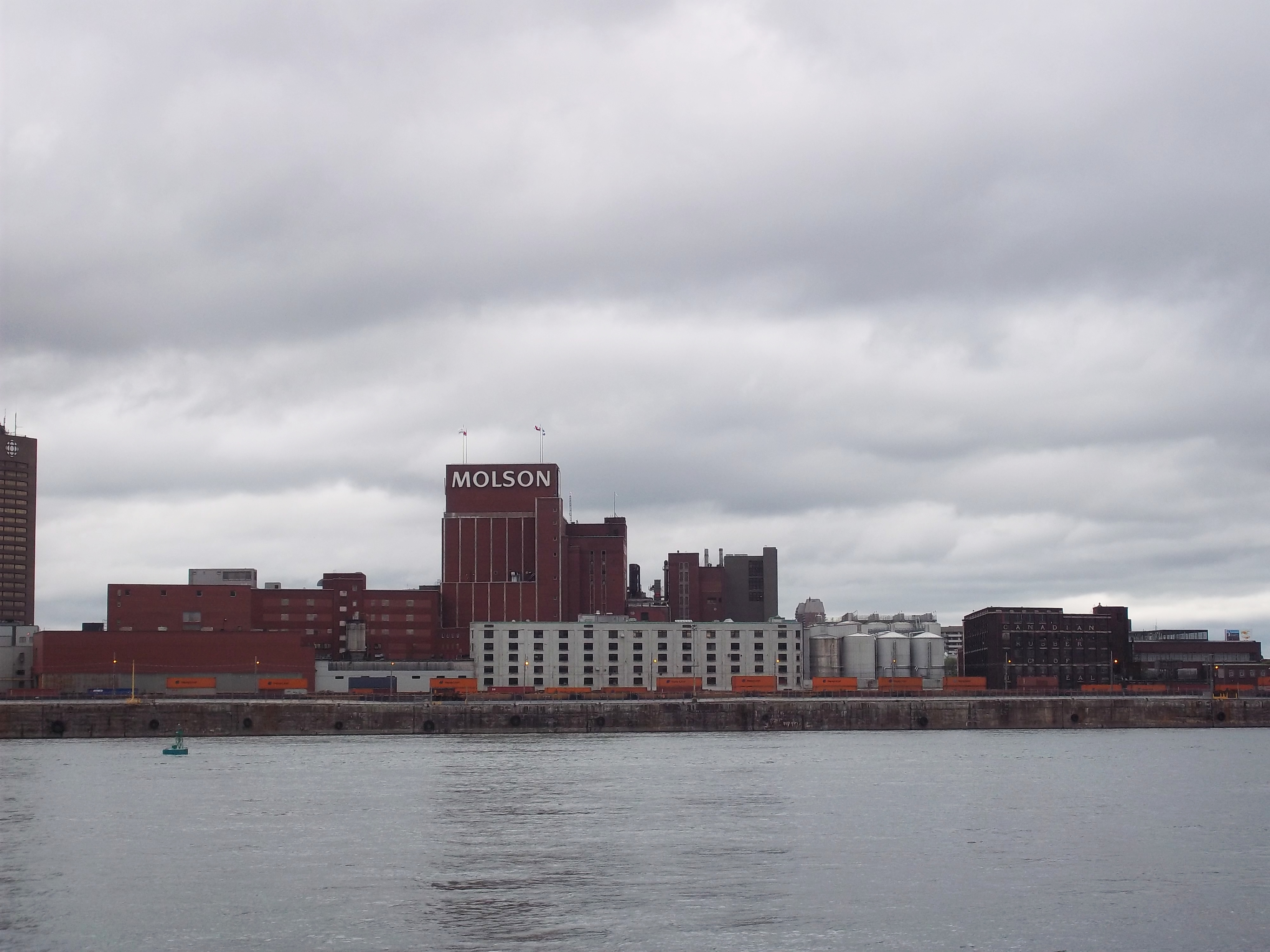
Brasserie Molson à l'est du Vieux-Montréal.

La brasserie Molson a considérablement élargi ses activités au cours du XXe siècle. En 1945, la famille décide de former une compagnie publique à responsabilité limitée. Il est donc désormais possible de devenir propriétaire de l'entreprise sans être un membre du clan Molson. Ceci permet à la compagnie de prendre de l'expansion et d'inaugurer une nouvelle brasserie, à Toronto, en 1955.
En 1957, les frères Tom et Hartland Molson, propriétaires de la brasserie Molson, acquièrent le Forum de Montréal et le fameux Club de hockey Les Canadiens, débutant ainsi une longue et glorieuse association avec la populaire équipe. La compagnie poursuit son développement par l’acquisition du réseau de brasseries Sick's, en 1958, qui comprend cinq établissements dans l'Ouest canadien. Molson étend alors sa présence d'un océan à l'autre. En 1989, l’entreprise consolide ses parts de marché au Québec en fusionnant avec Carling O'Keefe. Molson devient ainsi la plus grande brasserie au Canada et la 5e en importance dans le monde.

### XXIesiècle
Molson poursuit son expansion au XXIe siècle en fusionnant avec Coors, en 2005, pour créer la Molson Coors Brewing Company et en ouvrant une nouvelle brasserie à Moncton, au Nouveau-Brunswick, en 2007. Plusieurs membres de la famille Molson sont toujours actifs dans l’entreprise, que ce soit au sein du conseil d’administration ou dans les activités quotidiennes de la compagnie. 
En juillet 2017, la brasserie confirme son déménagement à Longueuil. Le déménagement a lieu en 2022, dans une installation qui coûte 525 millions de dollars. L’usine de Longueuil brasse les bières pour le marché québécois essentiellement, mais elle a aussi un mandat national pour des produits de spécialité comme les bières Mad Jack et Blue Moon.

## Les bières

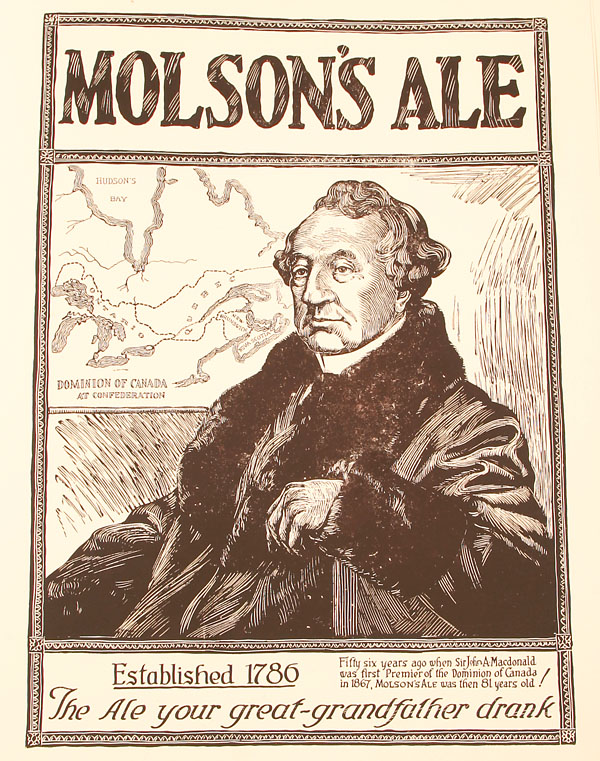
Ancienne publicité de Molson.

- Molson Canadian
- Molson Golden
- Molson M
- Molson Export
- Molson Dry
- Molson Laurentide
- Coors Light[4]
- Coors Light T Glacé
- Carling Black Label
- O'Keefe

Bières brassées sous licence :
- Blue Moon
- Rickard's Red
- Rickard's White[5]
- Rickard's Honey Brown
- Rickard's Dark
- Pilsener[6]
- Creemore
- Carling[7]
- Mad Jack
- MGD[8]
- Miller Chill
- Heineken
- Foster's Lager
- Tiger

## Archives
Il y a un fonds d'archives Molson à Bibliothèque et Archives Canada. Numéro de référence archivistique R3088.